# Frumales
Frumales egy község Spanyolországban, Segovia tartományban. Frumales Cuéllar, Olombrada, Perosillo és Hontalbilla községekkel határos. Lakosainak száma 120 fő (2024).

## Népesség
A település népessége az elmúlt években az alábbi módon változott:
| Lakosok száma | 197  | 177  | 184  | 176  | 155  | 136  | 113  | 112  | 118  | 120  |
|               | 2001 | 2004 | 2007 | 2009 | 2012 | 2014 | 2017 | 2019 | 2022 | 2024 |